# 厄茨塔勒烏爾昆德山

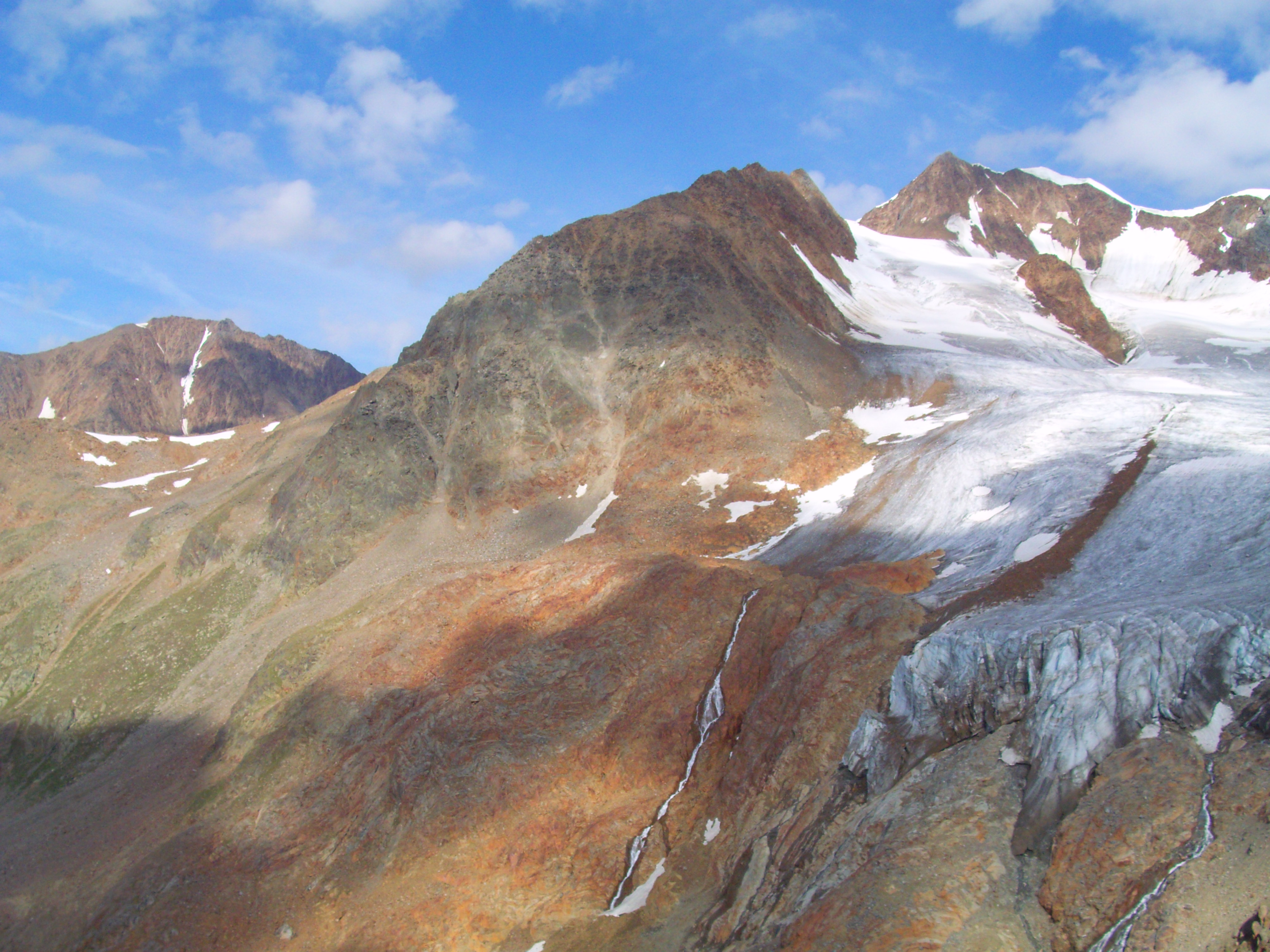

46°52′50″N 10°52′25″E / 46.88056°N 10.87361°E
厄茨塔勒烏爾昆德山（德語：Ötztaler Urkund），是奧地利的山峰，位於該國西部，由蒂羅爾州負責管轄，屬於奧茨塔爾阿爾卑斯山脈的一部分，距離維爾德山0.4公里，海拔高度3,554米。